# Abbazia di Wiblingen

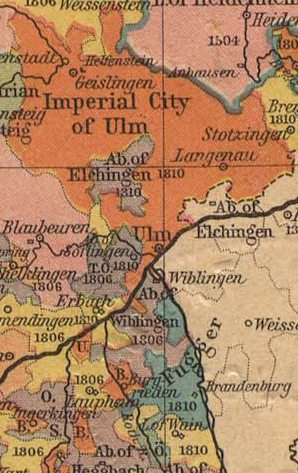
Carta geografica della zona

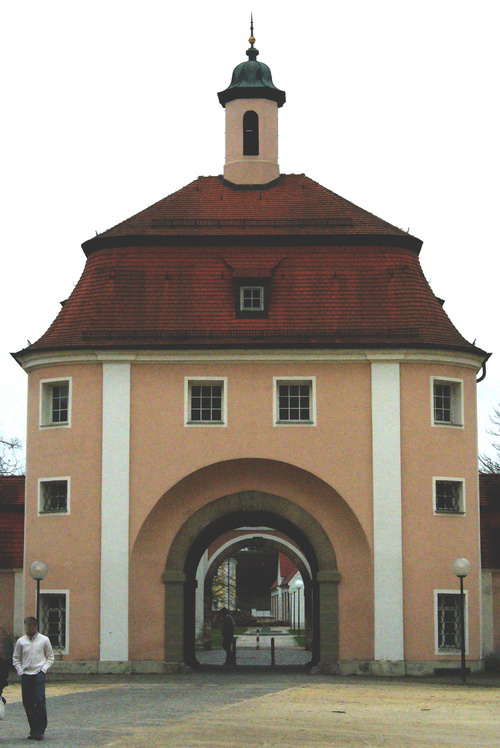
Il portale d'ingresso

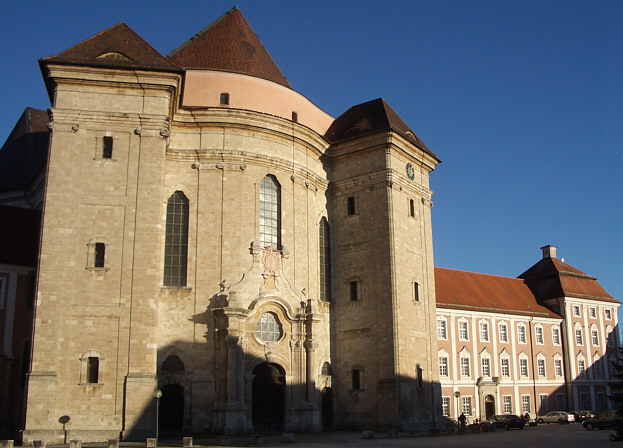
La chiesa abbaziale con le torri non concluse e la parte sud del monastero

L'abbazia di Wiblingen fu un'abbazia benedettina oggi secolarizzata, situata alla confluenza dei fiumi Danubio e Iller, a sud della città di Ulma nella Germania, stato di Baden-Württemberg. Essa è tappa fondamentale della strada barocca dell'Alta Svevia.

## Storia

### Dalla fondazione al 1701
L'abbazia di Wiblingen venne fondata nel 1093 dai conti Hartmann e Otto di Kirchberg.
I conti offrirono ai monaci dell'abbazia di San Biagio alla Foresta Nera le terre di loro possesso vicino al fiume Iller, che i monaci utilizzarono per la costruzione di una loro filiale. Nel 1099 venne consacrata la prima costruzione e il primo abate fu Werner von Ellerbach che prese possesso del convento quello stesso anno. Nello stesso anno i conti donarono all'abbazia un pezzo della Santa Croce che essi avevano ottenuto dopo aver partecipato alla prima crociata.
Durante tutto il Medioevo, l'abbazia divenne famosa per la sua attività scolastica e per la sua stretta aderenza alla regola di san Benedetto, che la fece un caposaldo dei benedettini in Germania.
Durante la guerra dei trent'anni il monastero soffrì molto per le cause belliche. Su iniziativa dell'abate Johannes Schlegel la reliquia Santa Croce venne nascosta per preservarla dall'invasione delle truppe protestanti svedesi, anche se la tradizione vuole che la reliquia si sia salvata ma nessuno dei monaci fosse vivo per ricordarsi dove essa fosse stata nascosta dopo i saccheggi e la peste che ne conseguì. La reliquia venne riscoperta solo l'anno successivo alla cacciata degli svedesi.
L'abate Benedict Rauh (in carica dal 1635 al 1663) ebbe anche la funzione di vescovo militare delle armate bavaresi e riuscì a sopravvivere alla calamità della guerra guidando l'istituzione monastica nella ripresa economica che seguì al 1648. Fautori di questa ripresa furono poi gli abati Ernest Fabri, Maurus Falkner e Modest I che ottennero per l'abbazia lo stato di abbazia imperiale nel 1701.

### 1701–1806
Il nuovo status raggiunto fece sì che l'abbazia si rimodernasse anche stilisticamente, e i lavori iniziarono nel 1714. Gran parte dei monumenti vennero tramutati in stile barocco ad eccezione della chiesa che venne restaurata in stile neoclassico. Le varie strutture abbaziali vennero continuamente allargate e ricostruite secondo lo stile romanico originale.
Il nuovo progetto venne impostato sul modello di un altro famoso convento, quello de El Escorial in Spagna, con un cortile centrale circondato da altri cortili. Il progetto venne realizzato dall'architetto Christian Wiedemann e i disegni vennero influenzati dall'Abbazia di Einsiedeln realizzata da Caspar Moosbruger. Ad ogni modo, nel 1730 il disegno originale venne alterato con conseguenza nelle strutture secondarie forse influenzate da un altro progetto che il Moosburger aveva realizzato nell'Abbazia di Weingarten, con un corpo centrale allungato.
Sempre su progetto del Wiedemann, inoltre, venne realizzata la famosa biblioteca a nord dell'abbazia che venne completata nel 1744, dal nipote dell'originale architetto, Johann Wiedemann. Nel 1750 Johann Michael Fischer venne nominato quale supervisore ai lavori ed anch'egli pose del proprio negli originari disegni dell'abbazia, dando un cospicuo e nuovo risalto alla sala capitolare come centro dell'organizzazione monastica e di reggenza territoriale dell'abbazia. La facciata di questo edificio venne modellata su quella della Biblioteca imperiale di Vienna che venne scelta anche per dimostrare la fedeltà dell'abbazia alla causa imperiale.
Per mancanza di fondi, la chiesa abbaziale venne costruita solo alla morte dell'abate Meinrad Hamberger (1730-1762). Il suo successore, Modest II (1762-1768), non mostrò molto interesse nel prosieguo dei lavori e fermò quasi completamente le opere in corso. Solo sotto il governo dell'abate Roman Fehr (1768-1798) la fondazione della chiesa venne completata.

### La secolarizzazione
Nel 1805, a seguito della mediatizzazione della Germania, l'abbazia venne dapprima occupata dalle truppe del Baden e successivamente da quelle bavaresi. Dal 1806 l'abbazia divenne proprietà del Regno del Württemberg, divenendo uno degli ultimi monasteri a venire dissolti in Germania. I monaci che qui risiedevano vennero per la maggior parte spostati all'abbazia di Tyniec nella città polacca di Cracovia ed il monastero divenne residenza ufficiale del duca Enrico, fratello di Federico I di Württemberg.
Negli anni quaranta del novecento l'abbazia venne utilizzata formalmente come fortezza federale da parte della città di Ulma e successivamente divenne una caserma dal 1848, il che contribuì nel contempo a terminare alcune parti esterne dell'abbazia, mentre nuove strutture vennero erette tra il 1915 ed il 1917 utilizzando parti antiche.
Oggi la chiesa di San Martino viene utilizzata come chiesa parrocchiale e dal 1993 è stata elevata da Giovanni Paolo II allo status di basilica minore romana, mentre gran parte delle strutture ex conventuali sono oggi passate all'università di Ulma che vi ha posto la sede del dipartimento di medicina.

## Altre immagini

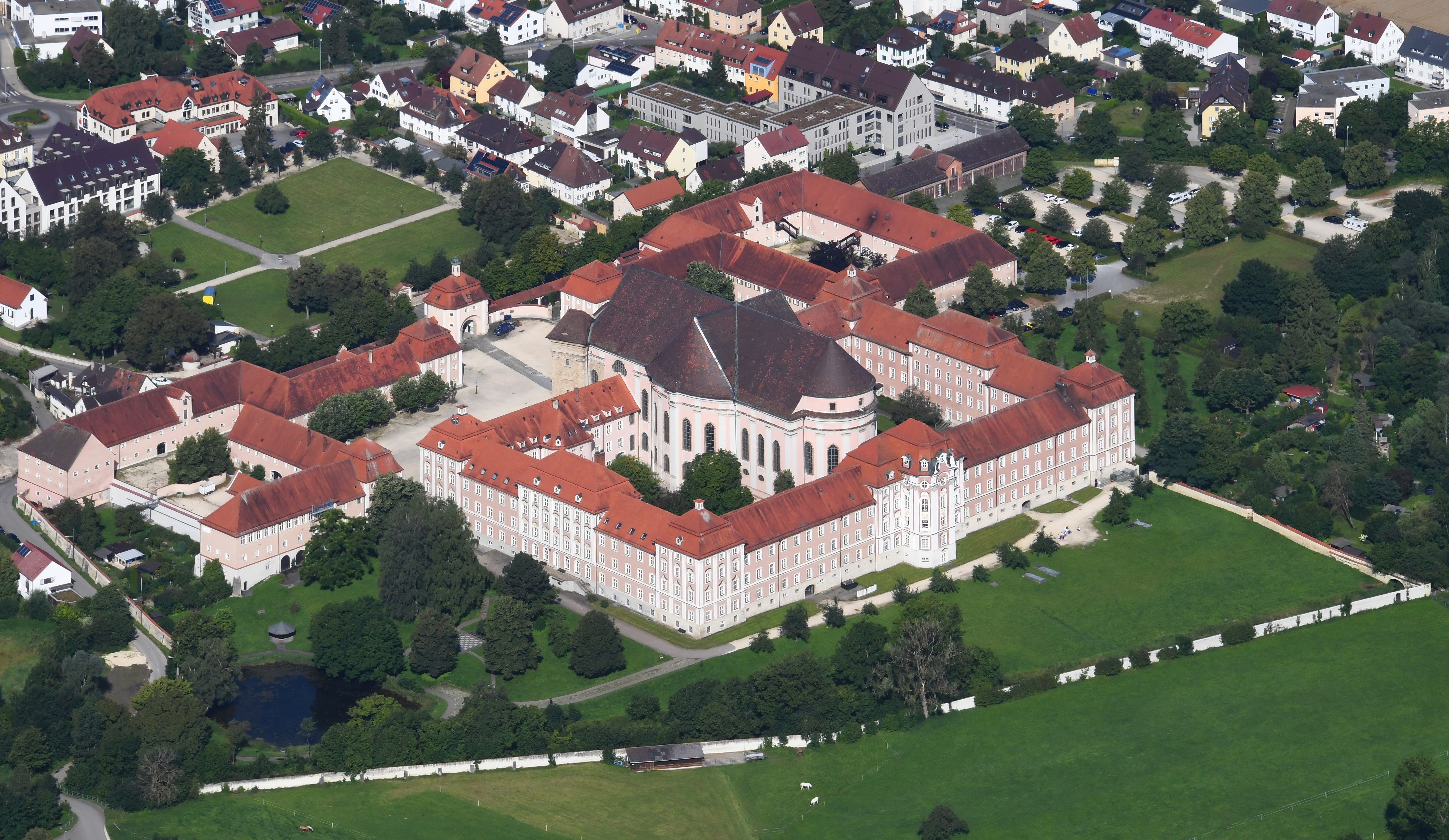
Vista aerea dell'Abbazia di Wiblingen
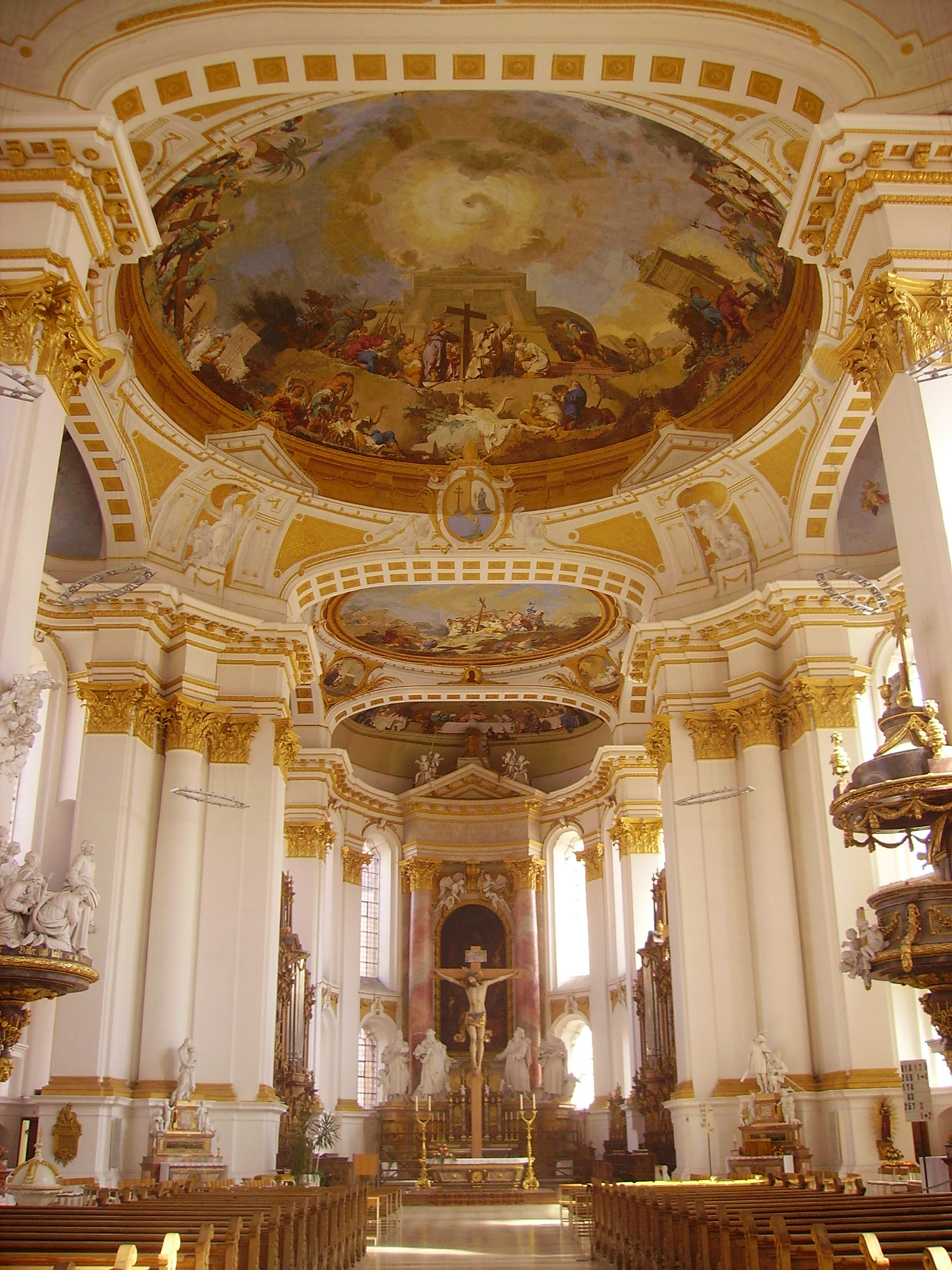
Interno della chiesa abbaziale
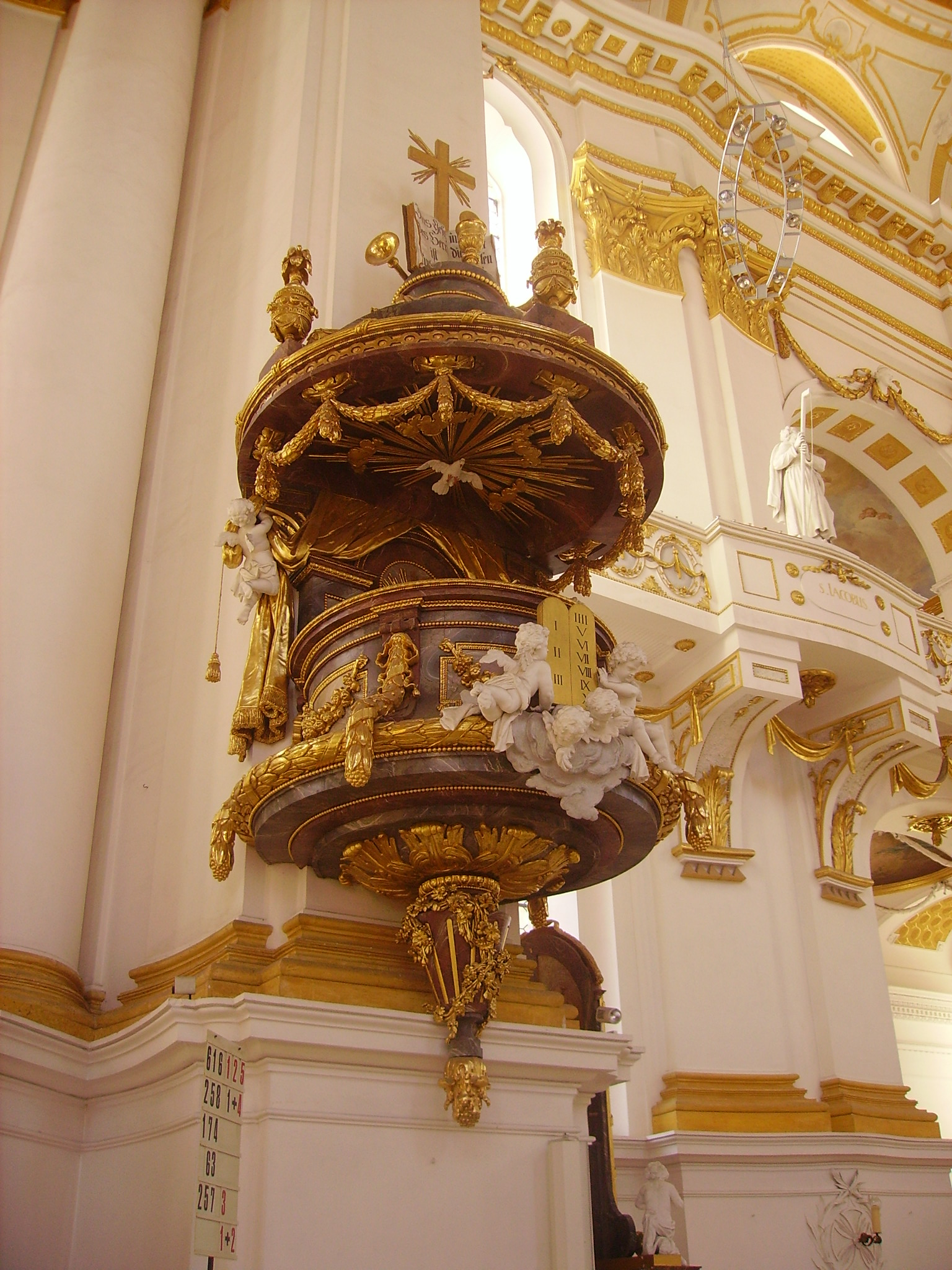
Pulpito decorato da Fidel Sporer
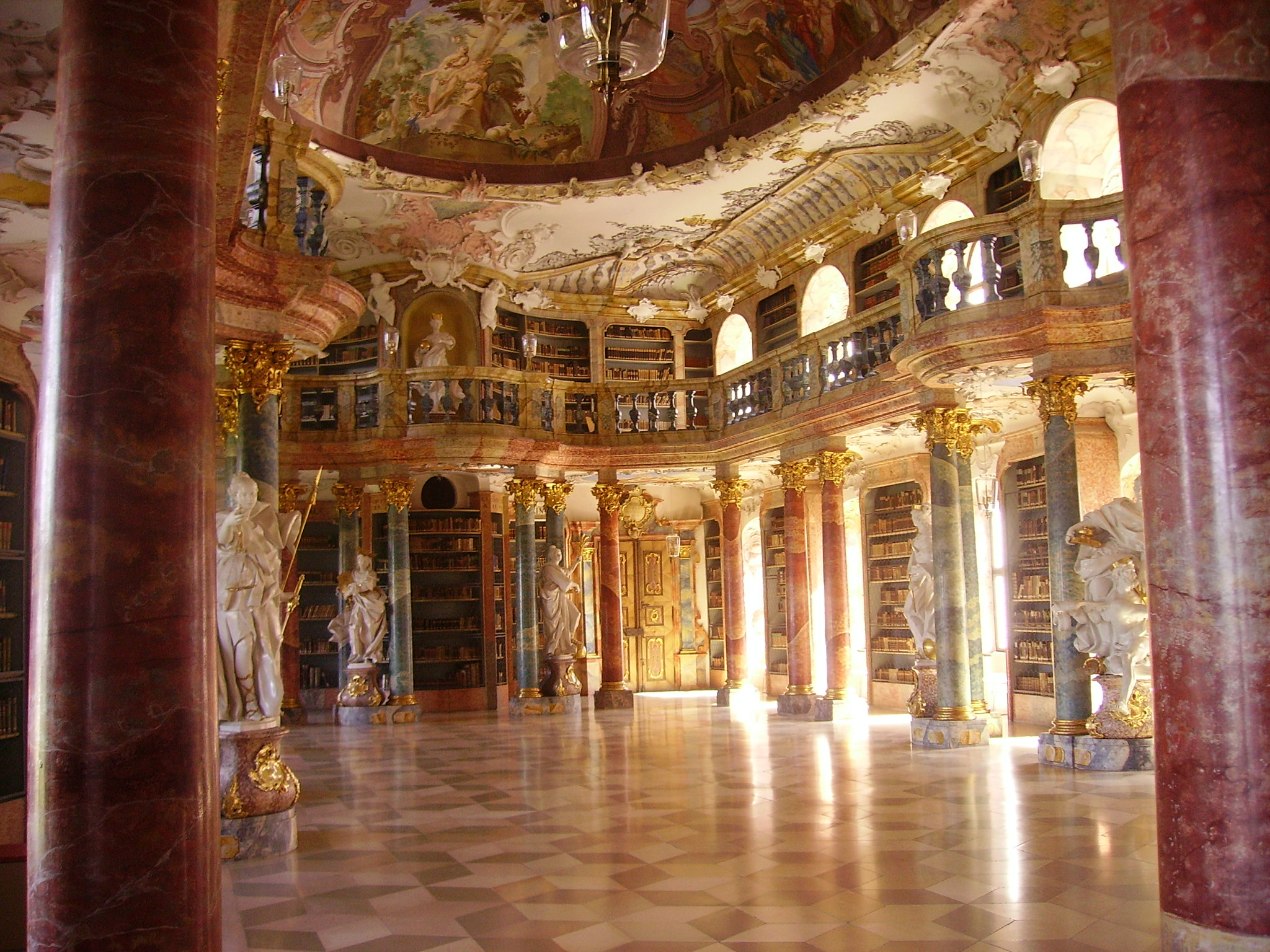
Interno della biblioteca abbaziale
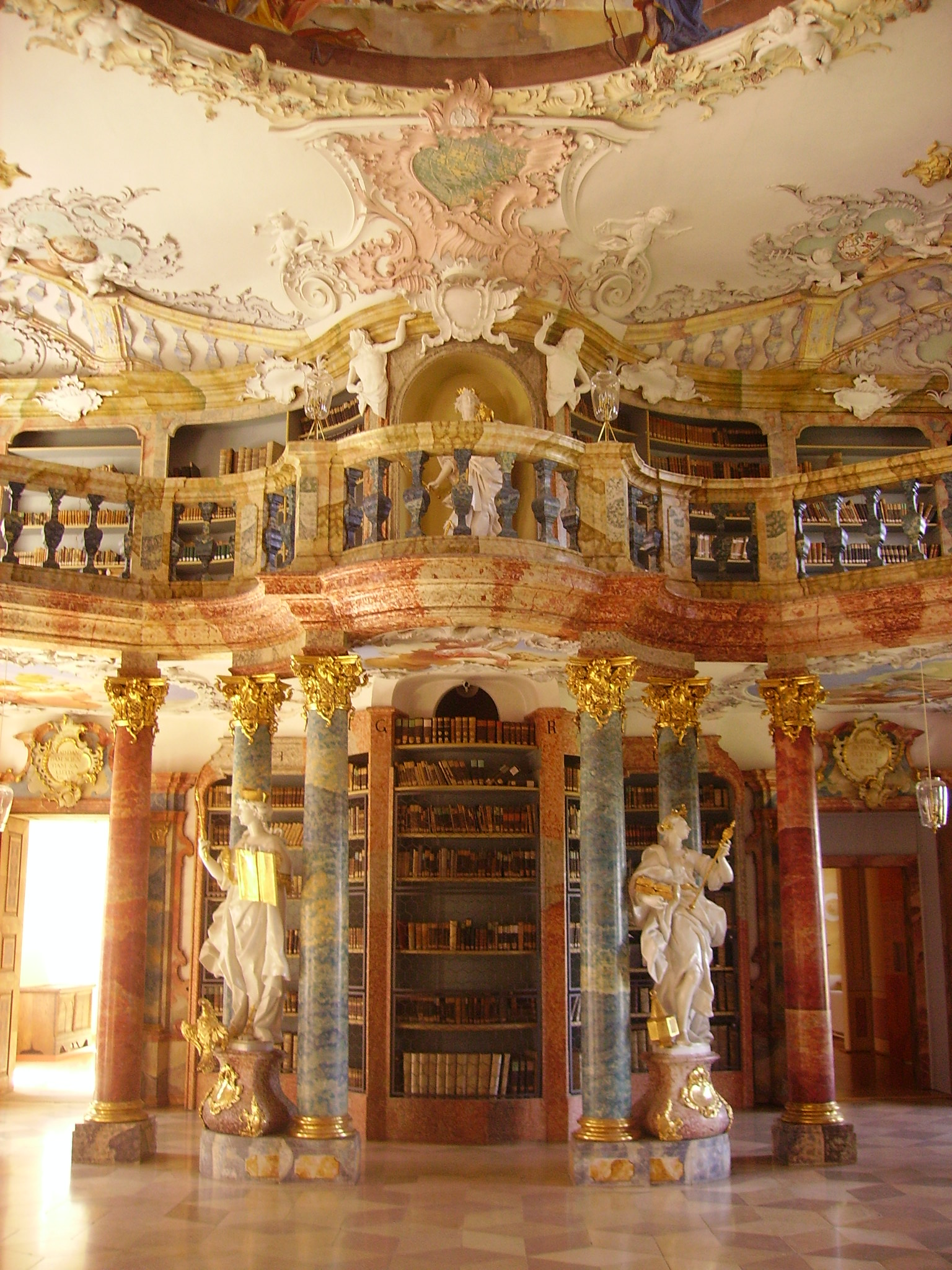
Scaffale della biblioteca abbaziale